# ألبرتو غوتمان
ألبرتو غوتمان هو سياسي أمريكي، ولد في 4 يناير 1959 في هافانا في كوبا، وتوفي في 17 فبراير 2019 في ميامي في الولايات المتحدة. نشط حزبياً في الحزب الجمهوري. وقد انتخب عضو مجلس ولاية فلوريدا ‏ وانتخب عضو مجلس نواب فلوريدا ‏.